# ホイト・ヴァンデンバーグ
ホイト・サンフォード・ヴァンデンバーグ（Hoyt Sanford Vandenberg、1899年1月24日 - 1954年4月2日）は、アメリカ陸軍及びアメリカ空軍の軍人かつ中央情報長官（CIA長官）。第2代アメリカ空軍参謀総長。カリフォルニア州セントラル・コーストのヴァンデンバーグ空軍基地はヴァンデンバーグ将軍にちなんで命名された。

## 経歴
ヴァンデンバーグは1899年にウィスコンシン州ミルウォーキーで生まれた。彼は1923年6月12日にアメリカ陸軍士官学校を卒業し、陸軍航空部の少尉に任官された。彼は1924年2月にテキサス州ブルックス・フィールドの陸軍航空部航空学校を卒業し、1924年9月にテキサス州ケリー・フィールドの上級航空学校を卒業した。
彼の最初の配属はケリー・フィールドの第3攻撃群であった。そこで彼は第90攻撃飛行隊の指揮を執った。1927年にはカリフォルニア州マーチ・フィールドの陸軍航空隊基礎航空学校の教官となる。彼は1929年5月にハワイ州スコフィールド・バラックスの第6追撃飛行隊に加わり、11月には同隊の指揮官となった。
1931年9月にはテキサス州ランドルフ・フィールドの飛行教官に戻り、1933年3月に同基地の飛行指揮官および副司令官となる。1934年8月にはアラバマ州マクスウェル・フィールドの陸軍航空隊戦略学校に入校し、翌年6月に卒業した。その二ヶ月後、カンザス州フォート・レヴェンワースの指揮参謀学校に入校、1936年6月に教育課程を修了する。その後彼はマクスウェル・フィールドの陸軍航空隊戦略学校の教官となり、1936年9月に陸軍戦争大学に入校するまで戦略学校で教鞭を執った。
1939年6月に陸軍戦争大学を卒業した後にヴァンデンバーグは、陸軍航空隊の作戦部門に配属される。アメリカが第二次世界大戦に参戦した数カ月後、ヴァンデンバーグは航空幕僚の作戦訓練士官となる。これらの業績で後に殊勲章を受章した。
1943年6月にヴァンデンバーグはイギリスに配属され、北アフリカでの陸軍航空隊の編成を支援した。イギリスで第12空軍の参謀長に指名された。1943年2月18日にヴァンデンバーグは北西アフリカ戦略空軍の参謀長に就任し、チュニジア、イタリア、サルデーニャ、シチリア島、パンテッレリーア島への多数の任務で飛行した。この時期の業績から彼は銀星章および空軍殊勲十字章を受章している。第12空軍における彼の組織的能力および北西アフリカ戦略空軍の参謀長としての業績から彼は勲功章を受章した。
ヴァンデンバーグは1943年8月に陸軍航空軍参謀次長に任命された。1943年9月にはW・アヴェレル・ハリマン特命全権大使の下で同盟国のソ連での航空作戦部長となり、1944年1月に帰国した。
1944年3月にはヨーロッパ戦線へ転属し、1944年4月に連合国軍遠征航空軍参謀次長およびアメリカ陸軍航空軍指揮官に就任する。1944年8月に第9航空団の指揮官となる。1944年11月28日にノルマンディー上陸作戦立案に対する貢献により柏葉付殊勲章を受章した。1945年7月には航空軍参謀次長に任命される。第二次世界大戦終結後の1946年1月に戦争省情報局長官となる。同年6月に第2代中央情報長官に任命され、1947年5月まで在任した。
その後、ヴァンデンバーグは陸軍航空軍に戻り、1947年6月15日に陸軍航空軍参謀次長に就任する。戦争省が陸軍省と空軍省へ分離したのに従って、1947年10月1日にアメリカ空軍参謀次長に就任、大将に昇進した。
1948年4月30日にはカール・スパーツ将軍を継いで第2代、空軍参謀総長に就任した。彼はハリー・S・トルーマン大統領によって1952年3月6日に再任され、1953年6月30日まで同職を務めた。大統領による指名は1952年4月28日に上院によって承認された。
ヴァンデンバーグは1953年6月30日に退役し、翌1954年4月2日に亡くなった。アメリカ議会図書館に収められたホイト・S・ヴァンデンバーグ関連文書は2005年11月現在で機密扱いであり、関係者以外閲覧することができない。